# Kvalifikace na Mistrovství světa ve fotbale 1962 (CONCACAF)
Kvalifikace na Mistrovství světa ve fotbale 1966 zóny CONCACAF určila jednoho postupujícího do mezikontinentální baráže proti týmu ze zóny CONMEBOL.
V první fázi byla osmička týmů rozdělena do tří skupin po třech, resp. dvou týmech. Ve skupinách se utkal každý s každým dvoukolově doma a venku. Vítězové skupin se následně ve druhé fázi utkali opět dvoukolově každý s každým doma a venku. Vítěz skupiny postoupil do mezikontinentální baráže proti týmu ze zóny CONMEBOL.

## První fáze

### Skupina 1
- Kanada se na poslední chvíli vzdala účasti.

| Poř. | Tým    | B | Z | V | R | P | VG | IG |
| ---- | ------ | - | - | - | - | - | -- | -- |
| 1    | Mexiko | 3 | 2 | 1 | 1 | 0 | 6  | 3  |
| 2    | USA    | 1 | 2 | 0 | 1 | 1 | 3  | 6  |

| Datum                           | Domácí | Výsledek | Hosté  |
| ------------------------------- | ------ | -------- | ------ |
| 6. listopadu 1960, Los Angeles  | USA    | 3 – 3    | Mexiko |
| 13. listopadu 1960, Mexico City | Mexiko | 3 – 0    | USA    |

Mexiko postoupilo do druhé fáze.

### Skupina 2
| Poř. | Tým       | B | Z | V | R | P | VG | IG |
| ---- | --------- | - | - | - | - | - | -- | -- |
| 1=   | Kostarika | 5 | 4 | 2 | 1 | 1 | 13 | 8  |
| 1=   | Honduras  | 5 | 4 | 2 | 1 | 1 | 5  | 7  |
| 3    | Guatemala | 2 | 4 | 0 | 2 | 2 | 7  | 10 |

| Datum                          | Domácí    | Výsledek | Hosté     |
| ------------------------------ | --------- | -------- | --------- |
| 21. srpna 1960, San José       | Kostarika | 3 – 2    | Guatemala |
| 28. srpna 1960, Guatemala City | Guatemala | 4 – 4    | Kostarika |
| 4. září 1960, Tegucigalpa      | Honduras  | 2 – 1    | Kostarika |
| 11. září 1960, San José        | Kostarika | 5 – 0    | Honduras  |
| 25. září 1960, Tegucigalpa     | Honduras  | 1 – 1    | Guatemala |
| 2. října 1960, Guatemala City  | Guatemala | 0 – 2*   | Honduras  |

(*)Guatemala vzdala, Honduras vyhrál kontumačně.
Týmy Kostarika a Honduras měly stejný počet bodů, o postupu tak rozhodl dodatečný zápas na neutrální půdě.
| Datum                          | Domácí    | Výsledek | Hosté    |
| ------------------------------ | --------- | -------- | -------- |
| 14. ledna 1961, Guatemala City | Kostarika | 1 – 0    | Honduras |

Kostarika postoupila do druhé fáze.

### Skupina 3
| Poř. | Tým               | B | Z | V | R | P | VG | IG |
| ---- | ----------------- | - | - | - | - | - | -- | -- |
| 1    | Nizozemské Antily | 3 | 2 | 1 | 1 | 0 | 2  | 1  |
| 2    | Surinam           | 1 | 2 | 0 | 1 | 1 | 1  | 2  |

| Datum                          | Domácí            | Výsledek | Hosté             |
| ------------------------------ | ----------------- | -------- | ----------------- |
| 2. října 1960, Paramaribo      | Surinam           | 1 – 2    | Nizozemské Antily |
| 27. listopadu 1960, Willemstad | Nizozemské Antily | 0 – 0    | Surinam           |

Nizozemské Antily postoupily do druhé fáze.

## Druhá fáze
| Poř. | Tým               | B | Z | V | R | P | VG | IG |
| ---- | ----------------- | - | - | - | - | - | -- | -- |
| 1    | Mexiko            | 5 | 4 | 2 | 1 | 1 | 11 | 2  |
| 2    | Kostarika         | 4 | 4 | 2 | 0 | 2 | 8  | 6  |
| 3    | Nizozemské Antily | 3 | 4 | 1 | 1 | 2 | 2  | 13 |

| Datum                       | Domácí            | Výsledek | Hosté             |
| --------------------------- | ----------------- | -------- | ----------------- |
| 22. března 1961, San José   | Kostarika         | 1 – 0    | Mexiko            |
| 29. března 1961, San José   | Kostarika         | 6 – 0    | Nizozemské Antily |
| 5. dubna 1961, Mexico City  | Mexiko            | 7 – 0    | Nizozemské Antily |
| 12. dubna 1961, Mexico City | Mexiko            | 4 – 1    | Kostarika         |
| 23. dubna 1961, Willemstad  | Nizozemské Antily | 2 – 0    | Kostarika         |
| 21. května 1961, Willemstad | Nizozemské Antily | 0 – 0    | Mexiko            |

Mexiko postoupilo do mezikontinentální baráže proti týmu ze zóny CONMEBOL.